# Clostridia
Clostridia é uma classe de bactérias pertencente ao filo Firmicutes, que inclui os Clostridium entre outros. Caracterizam-se por serem bacilos anaeróbicos.
Não são um grupo monofilético, e as suas relações não são totalmente certas. Actualmente, a maioria dos membros deste grupo são incluídos na ordem Clostridiales.
Algumas espécies deste grupo merecem destaque;
- Clostridium perfringens  (Gangrena)
- Clostridium tetani       (Tétano)
- Clostridium botulinum    (Botulismo)

Algumas das enzimas que produzem são utilizadas em biorremediação.